# Nicholas Barbon
Nicholas Barbon (ur. 1640, zm. 1698) – brytyjski lekarz i ekonomista, spekulant finansowy. Zaliczał się do krytyków merkantylizmu i był jednym z pierwszych propagatorów wolnego rynku. Po wielkim pożarze Londynu w 1666 roku założył pierwsze angielskie towarzystwo ubezpieczeń od ognia.
Swoje poglądy na politykę gospodarczą zawarł w pracy Rozprawa o handlu wydanej w 1690 roku. Domagał się w niej większej swobody życia gospodarczego, a także popierał modę, która w jego przekonaniu skłaniała ludzi do ciągłych zakupów, tym samym nakręcając koniunkturę. Będąc pod wpływem populacjonizmu, utożsamiał bogactwo kraju z jego ludnością. Był także zwolennikiem pieniądza papierowego i kredytowego oraz domagał się obniżenia stóp procentowych, które jego zdaniem hamowały rozwój wytwórczości i handlu.
Jego prace wywarły wpływ na pozostałych krytyków merkantylizmu i tym samym pośrednio przyczyniły się do stworzenia podłoża pod powstanie ekonomii klasycznej.